# قنطريون هندل
قنطريون هندل واسمه العلمي (باللاتينية: Centaurea handelii) نوع نباتي ينتمي إلى جنس القنطريون من الفصيلة النجمية.

## الموئل والانتشار
موطنه بلاد الشام وتركيا.

## مرادفات للاسم العلمي
- (باللاتينية: Phaeopappus haussknechtii Boiss.)